# إم جي إم جراند جاردن أرينا
إم جي إم جراند جاردن أرينا (بالإنجليزية: MGM Grand Garden Arena) هي ساحة متعددة الأغراض تتسع لـ17،000 مقعد وتقع داخل إم جي إم غراند لاس فيغاس في لاس فيغاس ستريب في نيفادا، بارادايس.

## وصلات خارجية
- (بالإنجليزية)